# گل‌شهیر (ترکیه)
گل‌شهیر (به ترکی استانبولی: Gülşehir) شهری است در کشور ترکیه که در استان نوشهیر واقع شده‌است. جمعیت این شهر بر اساس سرشماری سال ۲۰۰۸ میلادی ۸٬۵۶۹ نفر و بر اساس برآوردهای سال ۲۰۰۹ میلادی ۸٬۶۵۴ نفر می‌باشد.